# Dychlino
Dychlino (kaszb. Dëchlëno) – kolonia w Polsce położona w województwie pomorskim, w powiecie lęborskim, w gminie Wicko.
W latach 1975–1998 miejscowość administracyjnie należała do województwa słupskiego.